# 鄭正義
鄭正義（1484年—？），字宜之，直隸池州府建德縣人，明朝政治人物。

## 生平
弘治十四年（1501年）辛酉科應天府鄉試第七十九名舉人。正德六年（1511年）中式辛未科會試第二百六十八名，登第三甲第一百零九名進士。

## 家族
曾祖鄭□；祖父鄭崑；父鄭文明。嫡母沈氏；生母馮氏。具慶下。